# Coscoroba coscoroba
Coscoroba coscoroba, conhecido popularmente como capororoca e cisne-coscoroba, é uma ave anseriforme da família Anatidae.

## Nomes populares
O nome capororoca foi selecionado como nome vernáculo técnico para a espécie pelo Comitê Brasileiro de Registros Ornitológicos (CBRO) em 2021. Capororoca vem do tupi antigo, e nomeia também um gênero de árvores (ver Capororoca). Etimologicamente, significa "pau que estala" O motivo de esse nome ser aplicado também a uma ave é incerto.

## Características
A capororoca mede aproximadamente 1 m de comprimento e pesa 3,5 kg. Possui a aparência de um cisne, com plumagem branca com a ponta das asas negras; o bico e os pés são vermelhos. Apresenta dimorfismo sexual quanto ao tamanho, sendo a fêmea menor que o macho. Podem viver até 25 anos.
Encontrada na América do Sul, da Patagônia e Chile ao Paraguai e Brasil (litoral do Rio Grande do Sul). Vive em lagos, pântanos e banhados próximos ao mar. É uma ave onívora, alimenta-se de plantas e pequenos animais nas margens rasas de lagos e rios.
Constróem ninho no meio de lagos rasos. A fêmea põe de 4 a 6 ovos, excepcionalmente podendo colocar até nove, e o período de incubação é de 35 dias.